# Danson Johi
Danson Johi (jap. 男尊女卑, deutsch: „Achtung des Mannes, Geringschätzung der Frau“) ist ein androzentrischer Grundsatz der japanischen Feudal- und Samuraizeit, der Ausdruck des Rollenverständnisses war und den Status der Frau auf nationaler Ebene und in der Familie dem des Mannes gegenüber geringschätzte und die Frau dem Mann unterordnete.
Das „Bürgerliche Gesetzbuch“ Japans von 1898 (民法典, Minpōten, Zivilrecht) diskriminierte Frauen offiziell, indem sie minder bewertet wurden. Diese Vorstellung war nicht zu allen Zeiten vorherrschend. Sie entspringt dem konfuzianischen Denken, das auf Harmonie ausgelegt ist. Diese Harmonie ist zu erzielen, indem sich ergänzende Rollen festgelegt werden. Der Mann ist demnach der Vertreter der Familie nach außen hin, die Frau hingegen für alle Belange des Haushaltes zuständig. In der konfuzianischen Schrift „Onna Daigaku“ (女大学, Die hohe Schule für Frauen), einer der vier klassischen Schriften aus der Mitte der Edo-Zeit etwa wird der Mann mit dem Licht, die Frau hingegen mit dem Schatten assoziiert. Dieses Rollenverständnis impliziert, dass sich die Frau dem Mann gegenüber unterwürfig verhalten muss.
Naoko Takemaru sieht den Grundsatz „Danson Johi“ auch schon in der im 12. Jh. existieren shintoistisch-buddhistischen Auffassung von der Unreinheit und Sündhaftigkeit der Frau begründet.
Die emanzipatorische Gegenbewegung setzt Anfang des 20. Jh. u. a. mit der Zeitschrift Seitō („Blaustrumpf“), die 1911 gegründet wurde, ein. Seit 1947 ist die Gleichstellung der Frau in Artikel 14 der japanischen Verfassung festgeschrieben.